# Hylamorpha elegans
Hylamorpha elegans är en skalbaggsart som beskrevs av Hermann Burmeister 1844. Hylamorpha elegans ingår i släktet Hylamorpha och familjen Rutelidae. Inga underarter finns listade i Catalogue of Life.